# Macrocarpaea luna-gentiana
Macrocarpaea luna-gentiana är en gentianaväxtart som beskrevs av Jason Randall Grant och Struwe. Macrocarpaea luna-gentiana ingår i släktet Macrocarpaea och familjen gentianaväxter. Inga underarter finns listade i Catalogue of Life.